# السويفلة
السويفلة هي أحد ضواحي مدينة حائل سابقاً، والآن هي داخل النطاق العمراني لمدينة حائل وتعتبر أحد احياء المدينة، وتذكر المصادر أن السويفلة هي منشأ ومنبع مدينة حائل اليوم عندما استوطتنها قبائل طيء وملكية هذه الأرض تعود لأُسرة الضمادي شيوخ ال محيسن من الربيعية من عبدة من قبيلة شمر في حائل، كما تملك أسرة الضمادي الجثامية والوقيد وأراضِ في النيصية ونقبين، وغيرها. 

## حنطة السويفلة
إشتهرت السويفلة منذ قديم الزمن بمحاصيلها الزراعية ومنها التمور و الحنطة يقول الشاعر حمود بن مبارك الضمادي في قصيدة له :
لنا مع الحنطة تواريخ وأمجاد .. ولنا مع المركى المراجل وكادي.
من شمر الي صيتها دوم يزداد .. يشهد لنا التاريخ علمٍ وكادي 